# 辽宁广播电视台音乐广播
辽宁广播电视台音乐广播为名义上挂靠于辽宁广播电视台、实际由沈阳广播电视台制作运营的一个广播频率。实际呼号为98.6交通广播，该频率以“986路上好朋友”为口号，实现24小时播出。虽然该频率名为“音乐广播”，但节目中仍然与沈阳台时期基本一致，以播报沈阳市内的路况以及交通信息为主。
另外，辽宁广播电视台原文艺广播现已更改呼号为经典音乐广播，此外辽宁台曾经运营的“音乐广播”目前已停播。

## 主要节目
- 老梁有话说
- 新闻早班车
- 沈阳早高峰
- 靓女伴你行
- 汽车小辣椒
- 汽车相对论
- 评书大放送
- 司机点歌台
- 汽车服务站
- 小一耍大刀
- 行风热线
- 汽车俱乐部
- 体坛八卦掌
- 大兵说天下
- 好书连连听
- 司机奇遇记
- 星空不夜城
- 买卖二手车
- 新闻周刊
- 快乐一上午
- 快乐一下午
- 相约玫瑰园

## 播出频率
- FM98.6(沈阳)